# 超级任天堂CD-ROM转接器
超级任天堂CD-ROM转接器是制作终止的超级任天堂游戏机外设，後來由索尼開發完成但取消發行的新遊戲主機稱為任天堂PlayStation。

## 简介

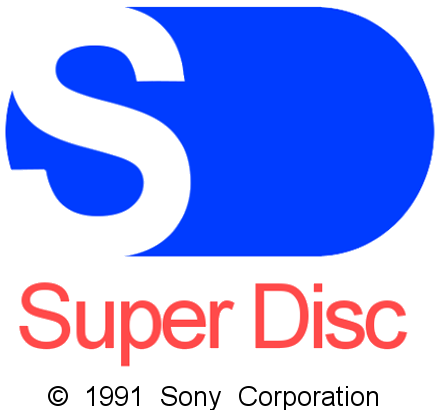
1991年至1993年間使用的Super Disc標誌

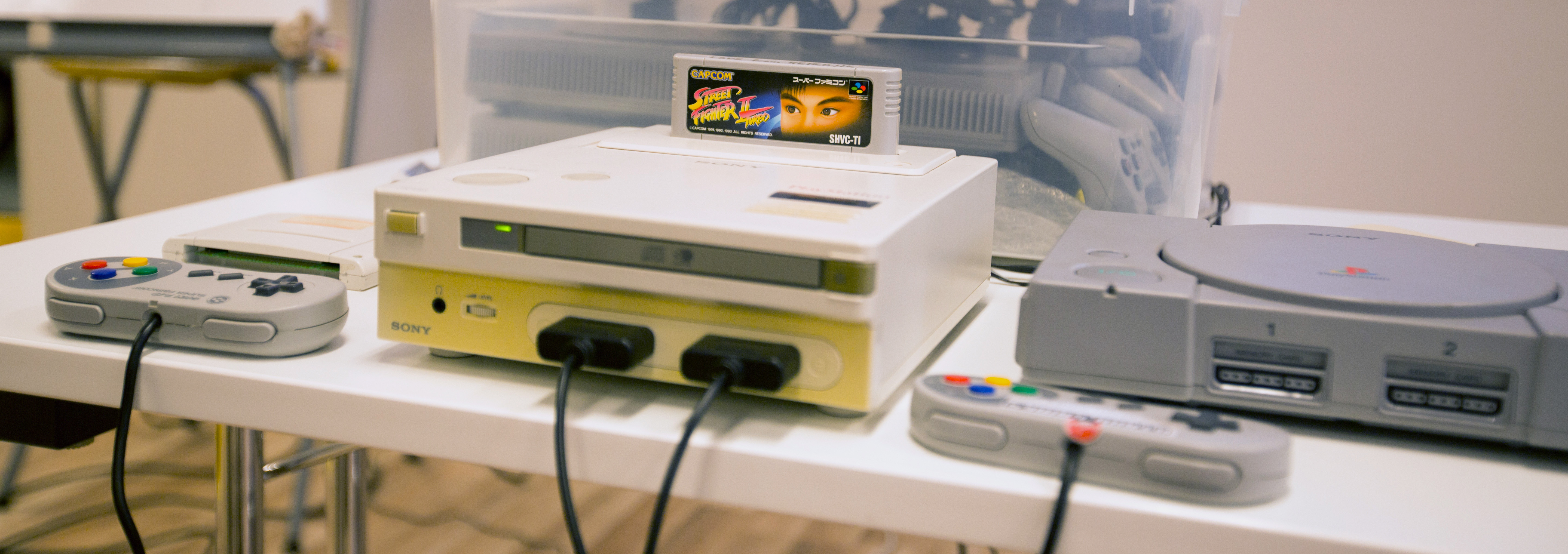
唯一已知基於超级任天堂的「Play Station」原型遊戲主機；右邊是索尼之后研发的「PlayStation」

1991年，任天堂和索尼计划推出一款以光盘为载体的新游戏主机，当时被称为“Play Station”（并不是索尼之后研发的游戏主机），并制造了200台原型机。他可以运行超级任天堂的卡带以及光碟。最后合作破裂，未能量产。目前还能运行的任天堂PlayStation仅存一台。

## 拍卖
在2015年，一个游戏社区传来了“任天堂PlayStation”的传闻，当时传出的这台原型机仅能运行超级任天堂卡带，后面经过修缮，已经能运行CD。
2020年2月17日，任天堂PlayStation上架某拍卖网站。2020年3月4日，最终拍卖价为36万美元，创造了电子游戏相关物品的最高价。